# Steve Sumner
Steven Paul Sumner (Preston, 2 aprile 1955 – 7 febbraio 2017) è stato un calciatore inglese naturalizzato neozelandese, di ruolo centrocampista.

## Biografia
Nato in Inghilterra, emigrò in Nuova Zelanda nel 1973.

## Carriera

### Club
Dopo essersi formato calcisticamente nei club inglesi di Blackpool e Preston N.E. si trasferì in Nuova Zelanda, dove debuttò nel 1973 nel Christchurch United, giocandovi sette stagioni. Con il club di Christchurch vinse tre campionati neozelandesi, nel 1973, 1975 e 1978, a cui si aggiungono tre Chatham Cup nel 1974, 1975 e 1976.
Nel 1981 passa al Newcastle KB United, in Australia, ed al West Adelaide nel 1982.
Torna in Nuova Zelanda nel 1983, per giocare al Manurewa, club con il quale vince il campionato neozelandese 1983 e la Chatham Cup del 1984.
Lasciato il Manurewa nel 1987 passa al Gisborne City, dove vince nello stesso anno un'altra Chatham Cup.
Nel 1988 torna al Christchurch, con cui conclude la carriera l'anno successivo, vincendo il campionato neozelandese 1988 e la Chatham Cup del 1989.

### Nazionale
Ha disputato cinquantotto partite in Nazionale A collezionate tra il 1976 e il 1988. Comprendendo anche le partite non ufficiali ha giocato 105 gare, record per la Nazionale neozelandese.
Ha giocato la fase finale del campionato del mondo 1982 segnando un gol nella gara d'apertura contro la Scozia, persa 5-2, il 15 giugno a Siviglia: si trattò del primo gol di una Nazionale oceaniana ai Campionati del Mondo.

## Palmarès

### Club
- Campionato neozelandese: 5

Christchurch United: 1973, 1975, 1978, 1988
Manurewa: 1983
- Chatham Cup: 6

Christchurch United: 1974, 1975, 1976, 1989
Manurewa: 1984
Gisborne City: 1987

### Individuale
- Calciatore neozelandese dell'anno: 1

1983
- Golden Boot: 1

1983
- FIFA Order of Merit: 2010[13][15]